# متنهایم
متنهایم (به آلمانی: Mettenheim) یک شهر در آلمان است که در بایرن واقع شده‌است.

## خصوصیات
متنهایم ۲۷٫۲۴ کیلومترمربع مساحت دارد ۴۱۱ متر بالاتر از سطح دریا واقع شده‌است.